# Lamballe-Armor
Lamballe-Armor is een gemeente in het Franse departement Côtes-d'Armor in de regio Bretagne. De plaats maakt deel uit van het arrondissement Saint-Brieuc. Lamballe-Armor is op 1 januari 2019 ontstaan door de fusie van de gemeenten Lamballe, Morieux en Planguenoual. De gemeente telde 16.911 inwoners op 1 januari 2022.

## Geschiedenis

### Lamballe
Lamballe had sinds de 11e eeuw een feodaal kasteel waar de heren van Lamballe zetelden. Dit kasteel werd afgebroken in de 17e eeuw. De stad was in de middeleeuwen vermaard voor de productie van perkament.

### Fusies
In 1973 fuseerde Lamballe met vier andere gemeenten: Maroué, La Poterie, Saint-Aaron en Trégomar. En in 2016 fuseerde Lamballe met Meslin.

## Geografie
De oppervlakte van Lamballe-Armor bedroeg op 1 januari 2022 130,65 vierkante kilometer; de bevolkingsdichtheid was toen 129,4 inwoners per km².
Lamballe is het belangrijkste centrum van de gemeente. Morieux en Planguenoual liggen dichter bij de kust.
De onderstaande kaart toont de ligging van Lamballe-Armor met de belangrijkste infrastructuur en aangrenzende gemeenten.

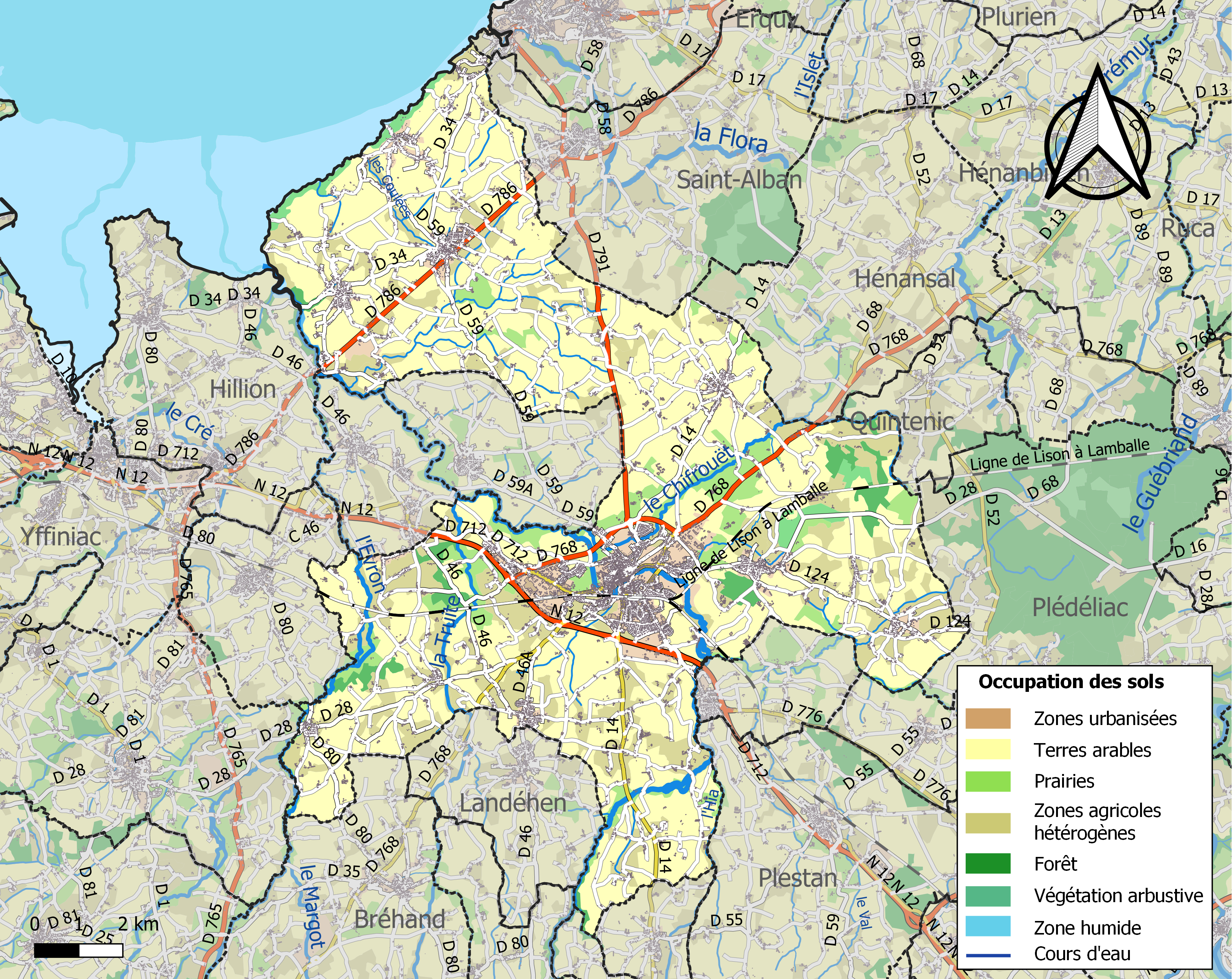

## Verkeer en vervoer
In de gemeente bevindt zich het spoorwegstation Lamballe

## Afbeeldingen

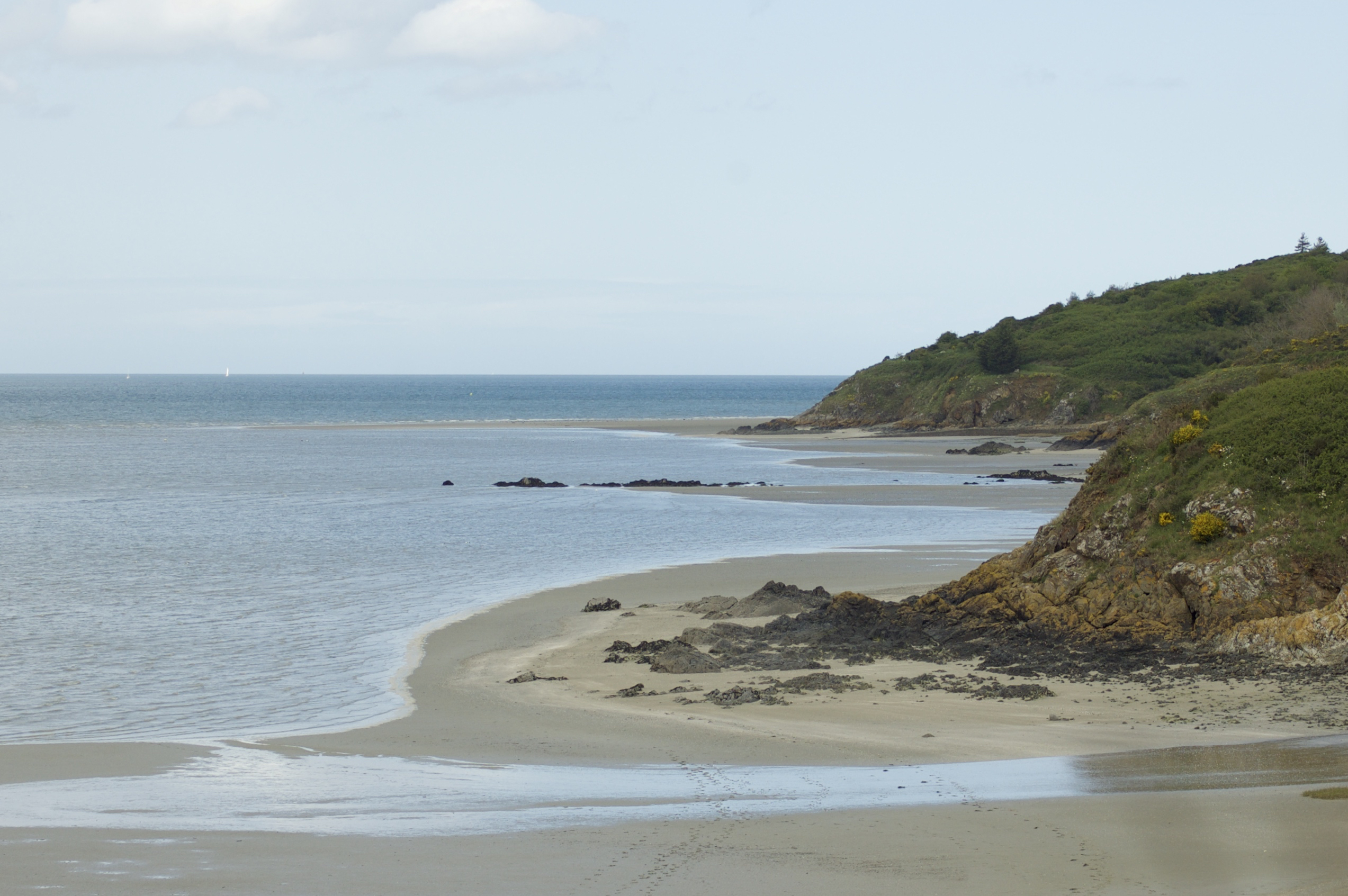
Baai van Saint-Brieuc
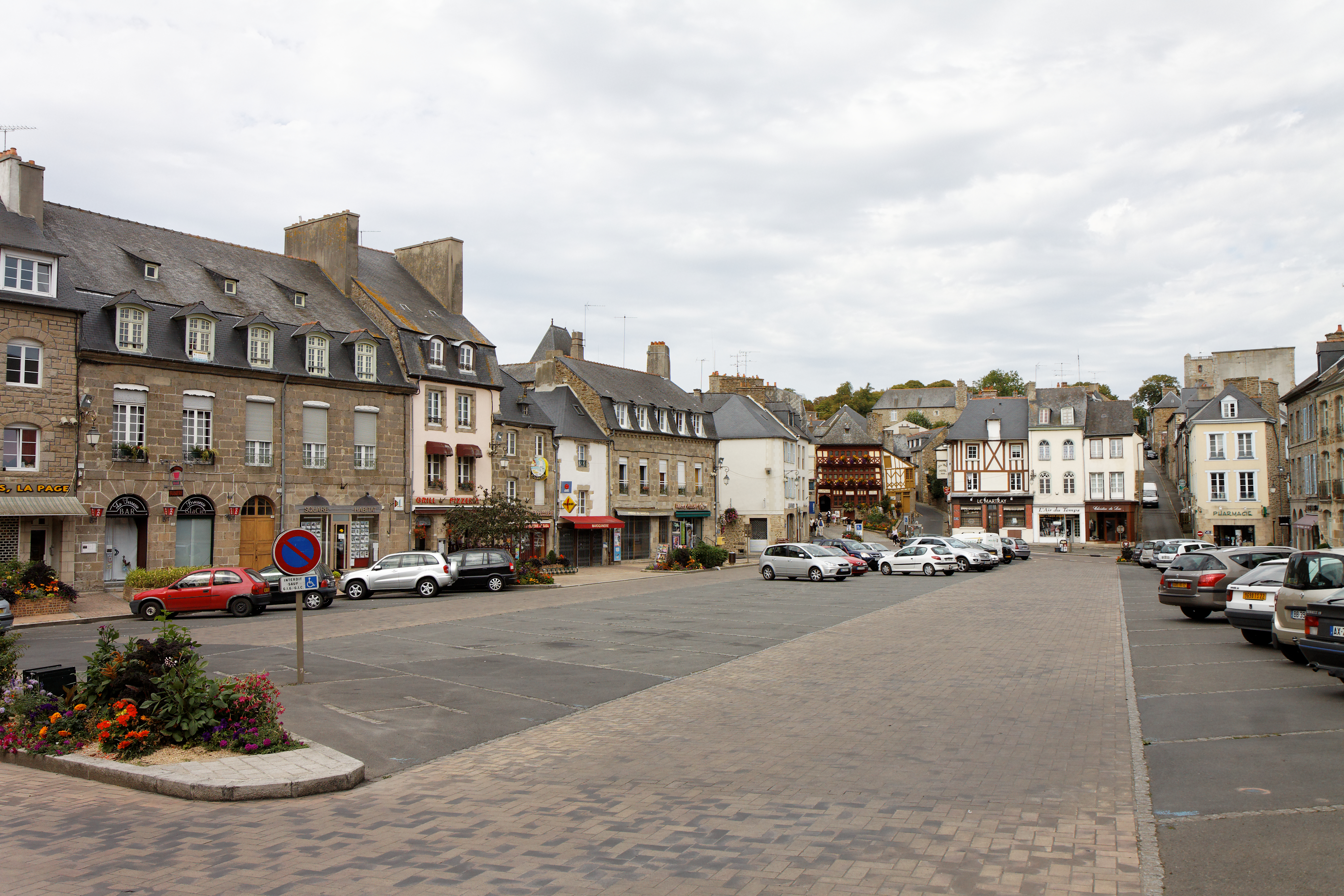
Lamballe
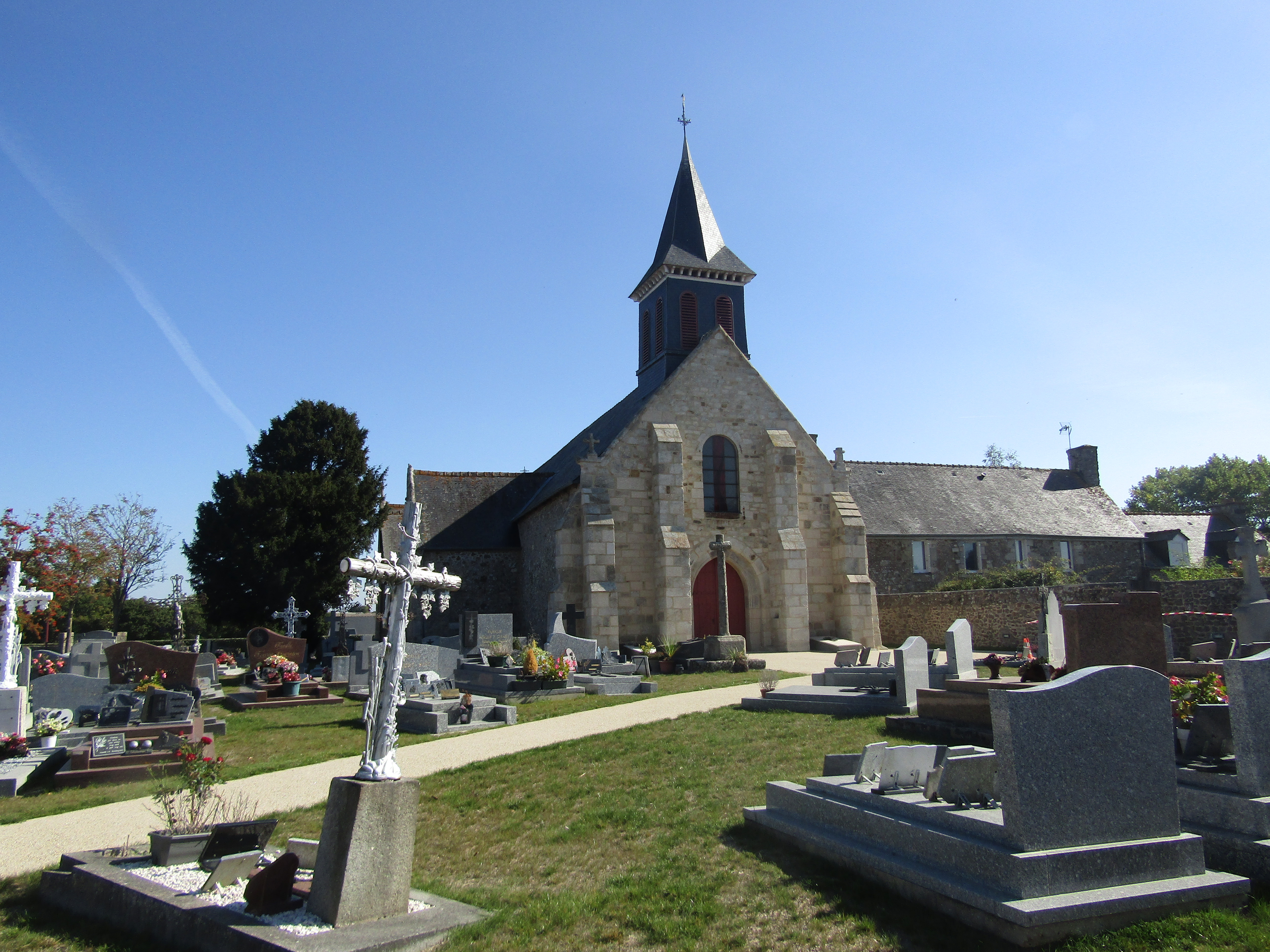
Meslin
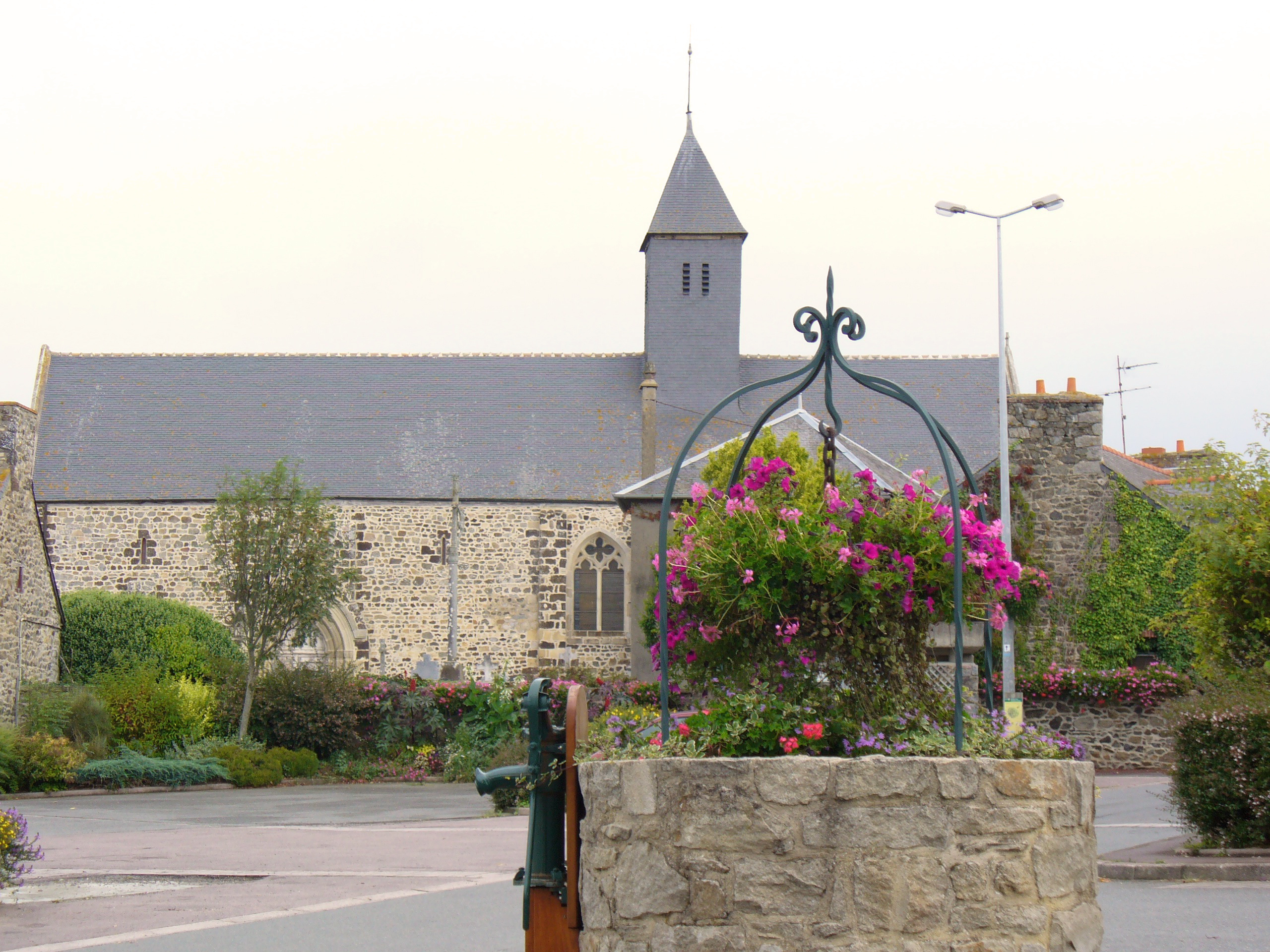
Morieux
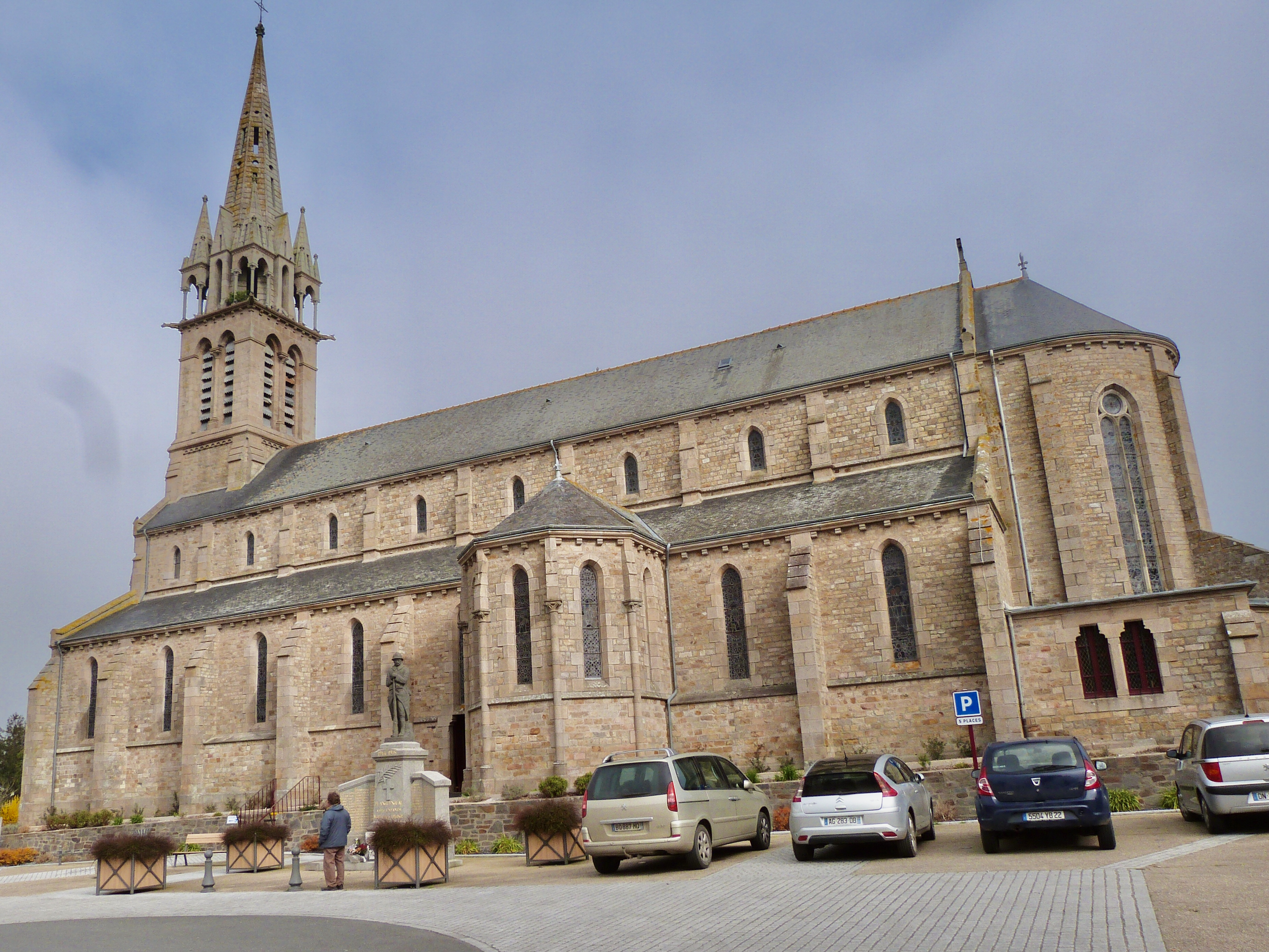
Planguenoual